# Nuria Llagostera Vives
Nuria Llagostera Vives (Palma di Maiorca, 16 maggio 1980) è un'ex tennista spagnola.

## Biografia
Ha vinto due titoli in singolare, entrambe le volte su terra rossa.
Nel 2009 in coppia con la connazionale María José Martínez Sánchez ha vinto il WTA Tour Championships battendo in finale la coppia Black/Huber 7–6(0), 5-7, [10-7].
Nel novembre 2013 le è stata comminata una squalifica di due anni, per essere risultata positiva a un controllo antidoping effettuato durante il torneo di Stanford. Poche settimane più tardi la tennista ha annunciato il ritiro.

## Statistiche

### Singolare

#### Vittorie (2)
| Legenda               |
| --------------------- |
| Grande Slam (0)       |
| WTA Championships (0) |
| Tier I (0)            |
| Tier II (0)           |
| Tier III (1)          |
| Tier IV & V (1)       |

| N. | Data             | Torneo                                          | Superficie  | Avversario in finale | Punteggio |
| 1. | 8 maggio 2005    | Grand Prix SAR La Princesse Lalla Meryem, Rabat | Terra rossa | Jie Zheng            | 6-4, 6-2  |
| 2. | 24 febbraio 2008 | Copa Colsanitas, Bogotà                         | Terra rossa | María Emilia Salerni | 6-0, 6-4  |

#### Sconfitte (1)
| Legenda               |
| --------------------- |
| Grande Slam (0)       |
| WTA Championships (0) |
| Tier I (0)            |
| Tier II (0)           |
| Tier III (1)          |
| Tier IV & V (0)       |

| N. | Data          | Torneo                                       | Superficie  | Avversario in finale | Punteggio    |
| 1. | 8 maggio 2005 | Guangzhou International Women's Open, Canton | Terra rossa | Yan Zi               | 4-6, 0-4 rit |

### Doppio

#### Vittorie (16)
| Legenda: Prima del 2009 | Legenda: Dal 2009     |
| ----------------------- | --------------------- |
| Grande Slam (0)         |                       |
| WTA Championships (1)   |                       |
| Tier I (0)              | Premier Mandatory (0) |
| Tier II (2)             | Premier 5 (2)         |
| Tier III (1)            | Premier (3)           |
| Tier IV & V (2)         | International (5)     |

| N.  | Data           | Torneo                                           | Superficie  | Compagna                    | Avversarie in finale                          | Punteggio            |
| 1.  | agosto 2004    | Orange Prokom Open, Varsavia                     | Terra rossa | Marta Marrero               | Klaudia Jans Alicja Rosolska                  | 6–4, 6–3             |
| 2.  | settembre 2005 | China Open, Pechino                              | Terra rossa | María Vento-Kabchi          | Yan Zi Zheng Jie                              | 6–2, 6–4             |
| 3.  | giugno 2007    | Barcelona Ladies Open, Barcellona                | Terra rossa | Arantxa Parra Santonja      | Lourdes Domínguez Lino Flavia Pennetta        | 7–6(3), 2–6, [12–10] |
| 4.  | marzo 2008     | Abierto Mexicano Telcel, Acapulco                | Terra rossa | María José Martínez Sánchez | Iveta Benešová Petra Cetkovská                | 6–2, 6–4             |
| 5.  | luglio 2008    | Internazionali Femminili di Palermo, Palermo     | Terra rossa | Sara Errani                 | Alla Kudryavtseva Anastasia Pavlyuchenkova    | 2–6, 7–6(1), [10–4]  |
| 6.  | febbraio 2009  | Copa Sony Ericsson Colsanitas, Bogotà            | Terra rossa | María José Martínez Sánchez | Gisela Dulko Flavia Pennetta                  | 7–5, 3–6, [10–7]     |
| 7.  | febbraio 2009  | Abierto Mexicano Telcel, Acapulco (2)            | Terra rossa | María José Martínez Sánchez | Lourdes Domínguez Lino Arantxa Parra Santonja | 6–4, 6–2             |
| 8.  | aprile 2009    | Barcelona Ladies Open, Barcellona (2)            | Terra rossa | María José Martínez Sánchez | Sorana Cîrstea Andreja Klepač                 | 3–6, 6–2, [10–8]     |
| 9.  | luglio 2009    | Internazionali Femminili di Palermo, Palermo (2) | Terra rossa | María José Martínez Sánchez | Mariya Koryttseva Darya Kustova               | 6–1, 6–2             |
| 10. | agosto 2009    | Rogers Cup, Toronto                              | Cemento     | María José Martínez Sánchez | Samantha Stosur Rennae Stubbs                 | 2–6, 7–5, [11–9]     |
| 11. | agosto 2009    | Pilot Pen Tennis, New Haven                      | Cemento     | María José Martínez Sánchez | Iveta Benešová Lucie Hradecká                 | 6–2, 7–5             |
| 12. | novembre 2009  | WTA Finals, Doha                                 | Cemento     | María José Martínez Sánchez | Cara Black Liezel Huber                       | 7–6(0), 5–7, [10–7]  |
| 13. | febbraio 2010  | Dubai Tennis Championships, Dubai                | Cemento     | María José Martínez Sánchez | Květa Peschke Katarina Srebotnik              | 7–6(5), 6–4          |
| 14. | aprile 2011    | Andalucia Tennis Experience, Marbella            | Terra rossa | Arantxa Parra Santonja      | Roberta Vinci Sara Errani                     | 3–6, 6–4, [10–5]     |
| 15. | gennaio 2012   | Brisbane International, Brisbane                 | Cemento     | Arantxa Parra Santonja      | Raquel Kops-Jones Abigail Spears              | 7–6(2), 7–6(2)       |
| 16. | giugno 2012    | Eastbourne International, Eastbourne             | Erba        | María José Martínez Sánchez | Liezel Huber Lisa Raymond                     | 6–4, rit.            |

#### Sconfitte (11)
| N.  | Data         | Torneo                                          | Superficie  | Compagna                    | Avversarie in finale                               | Punteggio         |
| 1.  | ottobre 2004 | Gaz de France Stars, Hasselt                    | Cemento (i) | Marta Marrero               | Mara Santangelo Jennifer Russell                   | 6–3, 7–5          |
| 2.  | maggio 2005  | Grand Prix SAR La Princesse Lalla Meryem, Rabat | Terra rossa | Lourdes Domínguez Lino      | Émilie Loit Barbora Záhlavová-Strýcová             | 3–6, 7–6(6), 7–5  |
| 3.  | giugno 2005  | Ordina Open, 's-Hertogenbosch                   | Erba        | Iveta Benešová              | Anabel Medina Garrigues Dinara Safina              | 6–4, 2–6, 7–6(11) |
| 4.  | maggio 2008  | WTA German Open, Berlino                        | Terra rossa | María José Martínez Sánchez | Cara Black Liezel Huber                            | 3–6, 6–2, [10–2]  |
| 5.  | giugno 2008  | Barcelona Open, Barcellona                      | Terra rossa | María José Martínez Sánchez | Arantxa Parra Santonja Lourdes Domínguez Lino      | 4–6, 7–5, [10–4]  |
| 6.  | gennaio 2009 | ASB Classic, Auckland                           | Cemento     | Arantxa Parra Santonja      | Nathalie Dechy Mara Santangelo                     | 4–6, 7–6, [12–10] |
| 7.  | luglio 2009  | Swedish Open, Båstad                            | Terra rossa | María José Martínez Sánchez | Flavia Pennetta Gisela Dulko                       | 6–2, 0–6, [10–5]  |
| 8.  | agosto 2009  | Cincinnati Masters, Cincinnati                  | Cemento     | María José Martínez Sánchez | Cara Black Liezel Huber                            | 6–3, 0–6, [10–2]  |
| 9.  | maggio 2010  | Internazionali d'Italia, Roma                   | Terra rossa | María José Martínez Sánchez | Flavia Pennetta Gisela Dulko                       | 6–4, 6–2          |
| 10. | luglio 2011  | Swedish Open, Båstad (2)                        | Terra rossa | Arantxa Parra Santonja      | Lourdes Domínguez Lino María José Martínez Sánchez | 6–3, 6–3          |
| 11. | ottobre 2012 | China Open, Pechino                             | Cemento     | Sania Mirza                 | Ekaterina Makarova Elena Vesnina                   | 5–7, 5–7          |

### Risultati in progressione
| Sigla | Risultato               |
| ----- | ----------------------- |
| V     | Vincitore               |
| F     | Finalista               |
| SF    | Semifinalista           |
| O     | Oro olimpico            |
| A     | Argento olimpico        |
| SF    | Bronzo olimpico         |
| QF    | Quarti di Finale        |
| 4T    | Quarto turno            |
| 3T    | Terzo turno             |
| 2T    | Secondo turno           |
| 1T    | Primo turno             |
| RR    | Round Robin             |
| LQ    | Turno di qualificazione |
| A     | Assente                 |
| ND    | Non disputato           |

| Legenda superfici    |
| -------------------- |
| Cemento              |
| Terra battuta        |
| Erba                 |
| Superficie variabile |

#### Singolare
| Torneo                    | 2000 | 2001 | 2002 | 2003 | 2004 | 2005 | 2006 | 2007 | 2008 | 2009 | 2010 | 2011 | 2012 | 2013 | V–S   |
| ------------------------- | ---- | ---- | ---- | ---- | ---- | ---- | ---- | ---- | ---- | ---- | ---- | ---- | ---- | ---- | ----- |
| Australian Open           | LQ   | 3T   | 2T   | 1T   | LQ   | 1T   | 1T   | A    | LQ   | 1T   | LQ   | LQ   | A    | A    | 13–9  |
| Open di Francia           | LQ   | 3T   | 1T   | A    | LQ   | 4T   | A    | 2T   | 1T   | 1T   | 1T   | 3T   | A    | A    | 12–9  |
| Wimbledon                 | A    | 1T   | A    | A    | 2T   | 1T   | A    | A    | 1T   | 1T   | 1T   | LQ   | A    | A    | 4–6   |
| US Open                   | LQ   | 1T   | LQ   | LQ   | 1T   | 1T   | A    | LQ   | 1T   | 1T   | 1T   | 1T   | A    | A    | 4–11  |
| Vittorie-sconfitte totali | 0–0  | 4–4  | 1–2  | 1–1  | 1–2  | 3–4  | 0–1  | 1–1  | 0–3  | 0–4  | 0–3  | 2–2  | 0–0  | 0–0  | 33–35 |